# بقایای قلعه بندیوان
بقایای قلعه بندیوان مربوط به سده ۹ - ۱۰ ق است و در شهرستان خواف، روستای بندیوان واقع شده و این اثر در تاریخ ۲۲ مرداد ۱۳۸۴ با شمارهٔ ثبت ۱۳۳۱۲ به‌عنوان یکی از آثار ملی ایران به ثبت رسیده‌است.